# احمد کامیابی مسک
احمد کامیابی (۵ اردیبهشت ۱۳۲۲) نویسنده و مترجم و استاد دانشکده هنرهای زیبای دانشگاه تهران است.

## زندگی

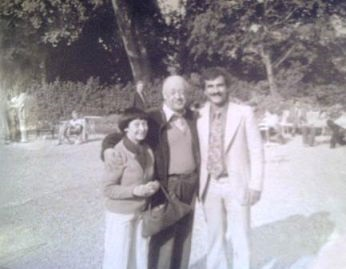
از راست به چپ احمد کامیابی، اوژن یونسکو و همسرش

او در سال ۱۳۲۲ در خوسف بر اساس شناسنامه درخش در شهرستان درمیان، نزدیک بیرجند، زاده شد؛ و در هفت روزگی با خانواده به درخش رفت. کودکی را در درخش در ۶۰ کیلومتری بیرجند سپری کرد. تحصیلات ابتدایی را در دبستان داریوش درخش و دبستان حکیم نزاری بیرجند به اتمام رساند. سپس در دبیرستان پرویز و مدرسه شوکتیه بیرجند به تحصیل پرداخت و وارد دانشسرای مقدماتی همان‌جا شد. سال دوم را در دانشسرای مقدماتی مشهد گذراند. در ۱۸ سالگی آموزگار آموزش و پرورش در ایستگاه راه‌آهن بکران میان شاهرود و سبزوار شد. به سبب کم سالی و بر خلاف میل باطنی با خدمت ۷ سال در شهرستان از خدمت سربازی معاف شد. از ۱۸ سالگی در دبیرستان‌های شاهرود در سیکل دوم تدریس می‌کرد و شاگردانش از او مسن‌تر بودند. همزمان با تدریس، نمایشنامه می‌نوشت و برای دانش‌آموزان دبیرستان اجرا می‌کرد. سال ۱۳۵۰ دوره عالی پیش‌آهنگی با رساله دربارهٔ تعلیم و تربیت جوانان و وودبج عملی و نظری با دریافت دستمال گردن و گواهینامه از انگلیس را طی کرد.
برنامه‌های پیش‌آهنگی و کوهنوردی برای بچه‌ها ترتیب می‌داد و در همان زمان به تحصیلاتش ادامه می‌داد. تا دو سال دیپلم طبیعی گرفت. در سال ۱۳۴۶ وارد دانشکده ادبیات مشهد شد و این هم برخلاف میلش بود، چون می‌خواست بازیگر و هنرمند شود. اما چون از دوران کودکی در ده به بازی و کارگردانی شبیه و تعزیه می‌پرداخت به تئاتر هم علاقه‌مند بود و در مشهد همزمان تحصیل در دانشکده در کلاسی که از طرف وزارت فرهنگ و هنر تشکیل شده بود، شرکت می‌کرد. در آنجا استادی داشت به نام محمدعلی لطفی و از همین طریق با بسیاری از بازیگران آن دوره در مشهد آشنا شد. در دانشکده نیز روی تئاتر پژوهش می‌کرد و نخستین رساله لیسانس خود را در تئاتر سارتر گذراند. سپس در فوق لیسانس رشته ادبیات فرانسه در دانشگاه تهران پذیرفته شد. آنجا هم نمایشنامه‌های سارتر و کامو و داستان‌های آنتوان دو سنت اگزوپری را پژوهید. نمایشنامه در جستجوی دوست را بر اساس شازده کوچولو در سال دوم دانشگاه برای اجرا تنظیم و ترجمه کرد که بعدها در پاریس در دانشگاه سوربون و در سالن شماره یک سازمان فرهنگی یونسکو روی صحنه برد.
سبب علاقهٔ کامیابی به سنت اگزوپری این بود که او نقاشی ، جغرافیا و خلبانی را دوست می‌داشت و این هر سه آرزو را برآورده کرده بود. در ۱۸ سالگی دو نمایشگاه از نقاشی‌هایش ترتیب داد و در سال ۱۳۴۸ موفق به گرفتن گواهینامه خلبانی گلایدر شد و همچنین استادی مدل‌سازی هواپیما. کلاس‌هایی برای پیش‌آهنگ‌ها تشکیل می‌داد که مدل هواپیما می‌ساختند و خلبانی یادمی‌گرفتند. خلبانی را در تهران یادگرفت و رئیس پیش‌آهنگی هوایی استان خراسان بود. از کودکی به راه‌پیمایی و کوهنوردی علاقه‌مند بود و دو گواهینامه کوهنوردی گرفت. چکاد توچال را در زمانی که هنوز راه‌ها به این صورت کنونی نبود فتح کرد. یک بار هم از مشهد تا توچال پیاده رفت در حالی که سرپرستی ۲۵ پیش‌آهنگ را بعهده داشت. سرانجام در سال ۱۳۵۱ برای ادامه تحصیل به فرانسه رفت. در سال نخست دو دیپلم گرفت و یک فوق لیسانس دیگر در ادبیات مدرن. نام رساله‌اش «تحول فردسان‌های آفریده سارتر در سه نمایشنامه دست‌های آلوده، گوشه‌نشینان آلتونا و شیطان و خدای خوب» بود. او در این رساله روشی جدید در تجزیه و تحلیل به کار برد که مورد تحسین استادان فرانسوی و سپس تر مورد استفاده دانشجویان و محققان قرار گرفت.
در سال‌های تحصیل در دانشگاه مونپلیه با دپارتمان‌های زبان و ادبیات اسپانیایی و فرانسه همکاری کرد و چند نمایشنامه به زبان اسپانیایی در دانشگاه به صحنه برد. بلافاصله پس از انجام رساله فوق لیسانس برای دکترا ثبت نام کرد و موضوع رساله‌اش با کارهای پیشین بی ارتباط بود: کرگدنهای اوژن یونسکو. کامیابی بیش از سه سال روی این رساله کار کرد. در سال ۱۳۵۶ قبل از اینکه به ایران برگردد بلافاصله برای دکترای دولتی که بالاترین مدرک دانشگاهی جهان است نام‌نویسی کرد؛ و موضوع این رساله «مسئله انتظار و چگونگی اجرای آن در نمایشنامه‌های یونسکو و بکت در سراسر جهان و ارتباط فرهنگی بین شرق و غرب» بود. این رساله را با گرفتاری‌هایی که برایش پیش‌آمد دیرتر از موعد تعیین شده به اتمام رساند؛ ولی رساله‌ای است که مورد تأیید ساموئل بکت و اوژن یونسکو در زمان حیاتشان و بیشتر دانشگاهیان و منتقدین تئاتر در سراسر جهان قرار گرفت. در زمانی که در دانشگاه مشهد بود استادش علی شریعتی در کلاس شعری از بودا خوانده بود که نامش «کرگدن» بود. این شعر سبب شد که به طرف اوژن یونسکو رفت. هدفش این بود که ثابت کند اوژن یونسکو در انتخاب کرگدن همچون نماد و سمبل نازی‌ها اشتباه کرده‌است. یونسکو در مقدمه‌ای که بر رساله وی نوشت و در دفترهای رونو بارو چاپ کرد به درستی این مسئله اعتراف کرد. کامیابی برای فهم نمایشنامه‌های یونسکو به کشورهای مختلف از جمله وطن نخست یونسکو رومانی و اغلب کشورهای اروپایی و آمریکا سفر کرد. اولاً او می‌خواست فرهنگ جامعه‌ای را که یونسکو در آن تربیت شده و تحصیل کرده بود بشناسد و سپس ببیند در کشورهای مختلف جهان با رژیم‌های مختلف سیاسی و فرهنگ‌های گوناگون چگونه از آثار اوژن یونسکو و بخصوص کرگدنها استقبال کرده‌اند. وقتی این رساله را به پایان رساند برای تشکر از همه کسانی که به او کمک کرده بودند یک نسخه از رساله را فرستاد. یونسکو ده روز پس از دریافت رساله، مفصّل‌ترین مقدمه‌ای را که تا پایان عمرش نوشته بود بر آن نگاشت و برایش فرستاد و ژان لویی بارو کارگردان مشهور فرانسوی (قرن ۲۰) رساله، دوباره کرگدنها را روی صحنه برد، با برداشتی که احمد کامیابی از این نمایشنامه کرده بود، و یک شماره از دفترش را به آن اختصاص داد. در سال ۱۳۹۸ تماشاخانه‌ای به نام او در بیرجند افتتاح شد.
کامیابی در پژوهش‌هایش با تعداد زیادی از همکارانش در سراسر جهان تبادل نظر کرده که از آن جمله است حمید سمندریان، استاد مشهور دیگر تئاتر در ایران، ریشارد شخنر و بسیاری دیگر.
او جز آثار بسیاری از اوژن یونسکو، نمایشنامه‌هایی نیز از ژان ژنه و فرناندو آرابال به فارسی ترجمه کرده‌است.

### استادان و شاگردان
از اساتید کامیابی جز علی شریعتی می‌توان جواد حدیدی و ابراهیم شکورزاده و غلامرضا ذات‌علیان را نام برد. در میان شاگردان او در ایران و فرانسه بسیاری از هنرمندان و معلّمان را می‌شود نام برد. سید علی صالحی، عطاالله کوپال، مصطفی مختاباد و … از آن جمله‌اند.

### نمایشنامه
- در جست‌جوی دوست، نمایشنامه بر اساس داستان شازده کوچولو اثر آنتوان دو سنت‌اگزوپری، با پروژة «(ب ۶۱۲) ستارة شازده کوچولو،» انتشارات کامیابی، پاریس، ۱۳۷۵.
- در جستجوی دوست، (نمایشنامه)، با پروژة «(ب ۶۱۲) ستارة شازده کوچولو،» انتشارات دانشگاه تهران، ۱۳۸۷، شمارة ۲۹۴۷، ۶۰۳۰، تهران.
- شازده نیک و فرشته گل پری نمایشنامه (اجرا شده در پاریس و دانشگاه اهواز) برای کودکان بر اساس قصه‌های ایرانی، انتشارات کامیابی، پاریس ۱۹۹۷.

### برگردان و تألیفات به فارسی (آثار نمایشنامه نویسان و آثار تألیفی مترجم)
- یونسکو، اوژن. ۱۳۸۲، مردی با چمدانهایش، (نمایشنامه) ترجمه کامیابی، احمد، با تفسیر و گفتگوی کیکاووس کامیابی با ژاک موکلر، انتشارات نمایش، تهران.[۱۷]
- ژنه، ژان. ۱۳۸۴، سیاه زنگیها، همراه دو گفتگو با او، و تفسیر، ترجمه کامیابی مسک، احمد، نشر سپاهان طنین، اصفهان.[۱۸]
- یونسکو، اوژن. «کرگدنها»، داستان کوتاه، کرگدنها، نمایشنامه در سه پرده، «کرگدن» شعری از گواتما بودا، ترجمه کامیابی، احمد، و تفسیری بر کرگدن‌ها، انتشارات دانشگاه تهران، ۱۳۸۵، شمارة ۲۷۹۲، تهران.[۱۹] (این نمایشنامه با نام کرگدن به قلم جلال آل احمد، پری صابری، مدیا کاشیگر و سحر داوری نیز به پارسی ترجمه شده‌است. داستان کوتاه «کرگدن» نیز پیش تر به قلم ابوالحسن نجفی به پارسی ترجمه شده بود)
- یونسکو، اوژن. ۱۳۸۷، صندلی‌ها، ترجمه کامیابی، احمد، با تفسیر، انتشارات دانشگاه تهران، شمارة ۲۹۴۵، تهران. کتاب شایسته سال ۱۳۸۹.[۲۰]
- یونسکو، اوژن. ۱۳۸۷، بداهه گوی آلما، (نمایشنامه)، ترجمه کامیابی، احمد، با تفسیر، انتشارات دانشگاه تهران، شمارة ۶۰۰۹، تهران.[۲۱]
- آرابال، فرناندو. ۱۳۵۸، جنگ هزار ساله، خداحافظ خوشگل، ترجمه کامیابی، احمد، با تفسیر، نشر قطره، (زیر چاپ)، تهران.
- یونسکو، اوژن. ۱۳۸۸، بازیهای کشتار همگانی، (نمایشنامه)، با تصویر، ترجمه با همکاری مونا عماد و تفسیر، نشر قطره، ۱۳۸۸، تهران.[۲۲]
- یونسکو، اوژن. ۱۳۸۹، پادشاه می‌میرد، (نمایشنامه)، اثر اوژن یونسکو، ترجمه کامیابی، احمد، با تفسیر، انتشارات دانشگاه تهران، تهران.[۲۳]
- یونسکو، اوژن. ۱۳۵۸، شاه می‌میرد، (نمایشنامه) ترجمه کامیابی، احمد، چاب کامیابی، تهران.
- ژنه، ژان. ۱۳۵۸، سیاه زنگی‌ها، (نمایشنامه) ترجمه کامیابی، احمد، چاپ کامیابی، تهران.[۲۴]
- آرابال، فرناندو. ۱۳۵۸، معمار و پادشاه آشور، (نمایشنامه) ترجمه کامیابی، احمد، انتشارات دانشگاه تهران، تهران. (نایاب).
- الوآر، پل. ۱۳۵۸، من آفتاب را می‌سرایم (شعر) ترجمه کامیابی، احمد، چاپ انجمن فرهنگی ایران و فرانسه، تهران. (نایاب).
- آخرین دیدار با ساموئل بکت (گفتگو) چاپ پاریس ۱۳۷۴. این کتاب در تهران: مجلهٔ دنیای سخن، ویژه فرهنگ ادب و هنر، شهریور ۱۳۷۰ و همچنین در مجلهٔ نمایش به چاپ رسیده‌است و به پنج زبان ترجمه شده‌است.
- یونسکو و تئاترش، نوشتهٔ احمد کامیابی مسک با مقدمهٔ اوژن یونسکو، پژوهش و تألیف به زبان فرانسه، ترجمهٔ پارسی مولّف، انتشارات نمایش، تهران، ۱۳۸۲.[۲۵]
- گفتگوهایی با ساموئل بکت، اوژن یونسکو، ژان لویی بارو، انتشارات نمایش، تهران، ۱۳۸۱.[۲۶]
- یونسکو، اوژن. پنج نمایشنامهٔ کوتاه.

### ترجمه از پارسی به فرانسه
- شاملو، احمد، ۱۳۵۸، کاشفان فروتن شوکران، ترجمه کامیابی، احمد. چاپ انجمن فرهنگی ایران و فرانسه، تهران.
- بودا، پرنس سیدارتا، ۱۹۹۵، کرگدن، ترجمه کامیابی، احمد. نقاشی از گونتر و طاها بهبهانی، چاپ اول: انتشارات کاراکتر، ۱۹۸۵، پاریس.[۲۷] چاپ دوم: انتشارات کامیابی، پاریس ۱۹۹۵.[۲۸]

- Rhinocéros : Seigneur Gautama, Bouddha, tr. Ahmad Kamyabi Mask. Paris: Caractères, 1986 / A. Kamyabi Mask, 1995. ISBN 978-2-910337-00-1

- در آنسوی فنا. انتشارات کاراکتر، پاریس، ۱۹۸۵.[۲۹]
- شاملو، احمد، ۱۹۸۵، «هفت شعر» با معرفی شاعر، ترجمه کامیابی، احمد. مجلة کاراکتر شماره ۳۳–۳۱، پاریس.
- بیضایی، بهرام، ۱۹۹۰، هشتمین سفر سندباد، ترجمه کامیابی، احمد. نقاشی از گونتر. انتشارات کامیابی، ۱۹۹۰، پاریس.[۳۰]

- Bayz̤āʼī, Bahrām. Le Huitième voyage de Sindbad: pièce persane. tr. Ahmad Kamyabi Mask. Paris: A. Kamyabi Mask, 1990. ISBN 978-2-9504806-1-3

- شاملو، احمد، ۲۰۰۰، منتخب اشعار، ترجمه کامیابی مسک، احمد. انتشارات کامیابی، پاریس.[۳۱]

- Châmlou, Ahmad. Choix de poèmes, tr. Ahmad Kamyabi Mask. Paris: A. Kamyabi Mask, 2000. ISBN 978-2-910337-07-0

### آثار به زبان فرانسه
- خدا (شعر)، انتشارات کاراکتر، ۱۹۸۴، پاریس.[۳۲] این شعر در مجلهٔ «کاراکتر» در همان سال چاپ شده‌است.

- Khoda (poème), Ed. Caractères, 1984, Paris. Parue aussi dans la Revue Caractères, N0 34-35, 1984, Paris

- یونسکو و تئاترش با مقدمهٔ اوژن یونسکو (عضو آکادمی فرانسه)، چاپ: انتشارات کاراکتر، پاریس ۱۹۸۷،[۳۳] چاپ دوم: انتشارات کامیابی، پاریس ۱۹۹۲.[۳۴]

- Ionesco et son théâtre, Préface d'Eugène Ionesco suivie d'un entretien avec Ionesco, (Ed. Caractères), 1987, Paris. - Deuxième édition, 1992, Ed. A. Kamyabi Mask, Paris. Cité dans la bibliographie de Théâtre complet de Ionesco, Ed. Gallimard, Col. Pléiad et un de 9 livres cités dans l'article du Monde culturel sur Ionesco le jour de sa mort.

- آخرین دیدار با ساموئل بکت (گفتگو) چاپ اول، انتشارات کاراکتر، پاریس ۱۹۹۰.[۳۵] (ترجمه به زبان‌های انگلیسی، آلمانی، اسپانیایی، هلندی، انتشارات کامیابی، ۱۹۹۳) نقاشی از گونتر و طاها بهبهانی. چاپ دوم به زبان فرانسه، انتشارات کامیابی، ۱۹۹۵، پاریس.[۳۶] نقاشی از گونتر و طاها بهبهانی.

- Dernière rencontre avec Samuel Beckett, Illustrations de Gûnther, Ed. Caractères, 1990, Paris

Traductions anglaise, allemande, espagnole, néerlandaise, persane de Dernière rencontre avec Samuel Beckett, Ed. A. Kamyabi Mask, 1993, Paris. Deuxième édition en français avec des notes, Illustrations de Günther, Ed. Kamyabi Mask, 1995, Paris.
- کرگدنهای آقای اوژن یونسکو کی هستند؟ با مقدمهٔ برنار لودی، (استاد دانشگاه سوربن) و گفتگو با ژان لویی بارو، نقاشی از گونتر و طاها بهبهانی، چاپ انتشارات کامیابی، پاریس ۱۹۹۰.[۳۷] برندهٔ جایزهٔ اوّل انجمن نویسندگان زبان فرانسه، پاریس، سال ۱۹۹۱.

- Qui sont les rhinocéros de Monsieur Bérenger-Eugène Ionesco? (Étude dramaturgique) suivie d'un entretien avec J. -L. Barrault, Préface de Bernard Laudy, Illustrations de Günther, Ed. A. Kamyabi Mask, 1990, Paris, (Prix A.D.E.L.F. , 1991).

- اوژن یونسکو و ساموئل بکت چشم براه چه کسی هستند؟ و نظر ژان لویی بارو، ژاک موکلر، مارسل مارشال، پل ورنوآ، توم برون، اوگوست گرودوسکی، روژه بنسکی، آلن اپستن، روزت لامون و ریشارد شخنر دربارة آن‌ها چیست؟ (مجموعة گفتگو) نقاشی از گونتر، انتشارات کامیابی، پاریس ۱۹۹۱.[۳۸]

- Qu'attendent Eugène Ionesco et Samuel Beckett? et qu'en pensent: J. -L. Barrault, J. Mauclair, M. Maréchal, P. Vernois, T. Brown, A. Grodzicki, R. Benski, A. Epstein, R. Lamont, R. Schechner ? (Entretiens), Illustrations de Günther et Emeric Davis, Ed. A. Kamyabi Mask, 1991, Paris.

- با کرگدنهای اوژن یونسکو در جهان: آلمان، فرانسه، رومانی، ایران، ژاپن، آمریکا چه کرده‌اند؟ با مقدمه اوژن یونسکو و گفتگوهایی با حمید سمندریان، ایون لوچیان، کارل هانز اشتروکس، ویلیام ساباتیه. نقاشی از گونتر و طاها بهبهانی، چاپ انتشارات کامیابی، پاریس ۱۹۹۵.[۳۹]

- Qu'a-t-on fait de Rhinocéros d'Eugène Ionesco à travers la monde (Allemagne, France, Roumanie, Iran, Japon, U.S.A. ...) Préface d'Eugène Ionesco, Avant-propos et illustrations de Günther et de Taha, suivi des entretiens avec Hamid Samandarian, Ion Lucian, Karl-Heinz Stroux, William Sabatier, Ed. A. Kamyabi Mask, 1995, Paris.

- در جستجوی دوست (نمایشنامه در سه پرده) به زبان فرانسه، بر اساس داستان شازده کوچولو اثر آنتوآن دو سنت اگزوپری، انتشارات کامیابی، پاریس ۱۹۹۵.[۴۰]

- À la recherche d'un ami, (pièce en trois actes), pour les enfants de 7 à 77 ans, Ed. Kamyabi mask, 1995, Paris.

- شازده نیک و فرشته گل پری نمایشنامه (اجرا شده در پاریس و دانشگاه اهواز) برای کودکان بر اساس قصه‌های ایرانی، انتشارات کامیابی، پاریس ۱۹۹۷.[۴۱]

- Histoire du Prince Nik et de la fée Golpary (pièce en deux actes) d'après un conte persan pour les enfants, Ed. A. Kamyabi Mask, 1997, Paris.

- زمانهای انتظار، رسالهٔ فلسفی و تحقیقی، انتشارات کامیابی، پاریس ۱۹۹۹.[۴۲]

- Les temps de l'attente,, Ed. A. Kamyabi Mask, 1999, Paris.

- رساله دکترای دولتی دربارهٔ مسئله انتظار و نمایش آن در آثار بکت و یونسکو (سه جلد) انتشارات دانشگاه لیل، فرانسه ۱۹۹۹.[۴۳]

- Recherches sur la mise en scène de lảttente et les représentations du théâtre français du XXe siècle (Eugène Ionesco et Samuel Beckett) entre l'Orient et Occident

### نوشته‌های پراکنده
تعداد بسیاری مقاله و مصاحبه از کامیابی به پارسی و فرانسوی در نشریّات ایران و فرانسه چاپ شده‌است. نیز سخنرانی‌های پرشماری در کنفرانس‌های بین‌المللی که برخی از آن‌ها چاپ هم شده‌است. از آن جمله است "L’attente dans le théâtre de Samuel Beckett" که در ۲۰۰۶ در توکیو ارائه و در مجلّه مطالعات زبان فرانسه دانشگاه اصفهان نیز چاپ شده‌است. از مهم‌ترین مقالات او «بکت و چشم به راه گودو»، «نقد در تئاتر: متن و اجرا» و «آیا کرگدن بی معناست؟» می‌باشد. برخی از این مقالات بیش از یک بار و برخی به بیش از یک زبان چاپ شده‌است.
نیز وی به تعدادی کتاب، از ترجمه و تألیف به فرانسوی و پارسی، دیباچه و تفریظ نگاشته‌است.

## اجرای تئاتر
- در جست‌جوی دوست، اجرا در سالن شماره یک سازمان فرهنگی یونسکو و اجرا در دانشگاه سوربن
- شازده نیک و فرشته گل پری، اجرا در پاریس و اجرا در دانشگاه اهواز

## نمایشنامه خوانی
نمایشنامه «بازی‌های کشتار همگانی» با کارگردانی احمد کامیابی در تالار پردیس علم و فناوری تهران نمایشنامه خوانی شد.

## نشان شوالیه
احمد کامیابی سال ۲۰۱۱ از سوی دولت فرانسه نشان عالی «شوالیه پالم‌های آکادمیک» را دریافت کرد. از ایرانیانی که پیش از این نشان نخل آکادمیک دریافت کرده‌اند رضا سیدحسینی و محمدعلی سپانلو را می‌شود نام برد.
کامیابی دارای مدرک دکترای دولتی (دِتا) از دانشگاه‌های سوربن (پاریس ده) و پل والری مُن‌پلیه در فرانسه است و تا کنون از وی چندین اثر به پارسی، فرانسه، آلمانی، انگلیسی و هلندی منتشر شده‌است. مجموعه سه جلدی رساله دکتری دولتیش با نام «مسئله انتظار در نمایشنامه‌های یونسکو و بکت و چگونگی اجرای آن در سراسر جهان و ارتباط فرهنگی بین شرق و غرب» در زمان حیات ساموئل بکت و اوژن یونسکو مورد توجه ایشان قرار گرفت و یونسکو بر آن مقدمه‌ای طولانی نگاشت. از جمله کتاب‌هایی که تا کنون از پروفسور کامیابی به پارسی منتشر شده‌است می‌توان به یونسکو و تئاترش، گفتگوهایی با ساموئل بکت، اوژن یونسکو و ژان لویی بارو و ده‌ها مقاله و ترجمه اشاره کرد. وی پیش از این در سال ۱۹۹۱ به دریافت جایزه بهترین نقد دانشگاهی در فرانسه مفتخر شده بود. شوالیه دانشگاهی، متولد ۱۳۲۲ در بیرجند، اکنون در دانشگاه تهران مشغول به تدریس است. نویسنده کتاب در جستجوی دوست این نشان را شامگاه شنبه، ۱۲ آذر با حضور نمایندگان دانشگاهی و فرهنگی دولت فرانسه دریافت کرد. گفتنی است نشان شوالیه دانشگاهی بالاترین نشان فرهنگی و دانشگاهی دولت فرانسه است و به استادان پژوهشگری که در زمینه هنر، ادبیات و فرهنگ فرانسه خدمت کرده‌اند، بدون ملاحظات سیاسی، اعطا می‌گردد. بنیاد نخبگان استان خراسان جنوبی در سال ۱۳۹۶ مراسم تکریمی با حضور جمعی از چهره‌های علمی و فرهنگی کشور، شاگردان ایشان و استعدادهای برتر برگزار کرد.

## اندیشه‌ها

### تاریخی گری
کامیابی را باید از اندیشمندان تاریخ‌گرا و اتیئسم شمرد؛ در برابر متفکّرین فرمالیست که در ایران نیا از مدارس دینی خراسان داشته‌اند و غلبهٔ سنّتیشان بر دانش‌های ادبی مشهود است. تجزیه و تحلیل کامیابی از کرگدن‌ها اوژن یونسکو و چشم به راه گودو ساموئل بکت نمونه‌های ملموسی از شیوه پژوهشی وی است که بر این اساس بنا شده که «ادبیات و هنر تنها معلول علّت‌های اجتماعی نیست، و می‌تواند علّت معلول‌های اجتماعی نیز باشد. ناقدان باید به بررسی این روابط بپردازند. بدیهی است که تا زمانی که ادبیات پیوند خود را با اجتماع حفظ کند - و این پیوندی جاودانی است - پژوهش جامعه‌شناسانه به مدد یک نظریه خاص اجتماعی یا بدون آن، همچنان جنبش نیرومندی در نقد ادبی خواهد بود.» جای دیگری می‌گوید: «رابطه هنر و اجتماع، رابطه‌ای قطعی است. آفرینش اثر هنری وابستگی مستقیم با زمینه‌های اجتماعی- فرهنگی دارد. اثر هنری حتی اگر به‌طور مستقیم وقایع اجتماع معاصرش را در بر نگیرد، تأثیر اجتناب‌ناپذیر آن‌ها بر شکل‌گیری نگرش آفریننده اثر و رابطه‌اش با مخاطبان را به همراه دارد.» از این نظر می‌شود او را شاگرد مکتبی از اندیشمندان تاریخی و اجتماعی ادبیات و هنر دانست که احسان یارشاطر، عباس زریاب خویی، محمدابراهیم باستانی پاریزی، بهرام بیضایی، اریش اویرباخ، امبرتو اکو و استیون گرینبلت را نیز شامل می‌شود. بعلاوه اندیشه او همان فاصله‌ای را از ماتریالیسم تاریخی مارکسیستی دارد که از فرمالیسم. از این نظر نزدیکی او به پژوهشگران مقوله استعمار قابل ملاحظه است. به ویژه نقدهای او بر واژگان استعماری گفتمان نقد اهمیت دارد. از اندیشمندان متأخّرترِ تئاتر که در مقوله مطالعات استعماری و نواستعماری دستی دارند باید بهزاد قادری سهی را نام برد.

### ترجمه نمایشنامه
کامیابی برخلاف بهزاد قادری برآن است که متن نمایش نباید به زبان شکستهٔ لهجهٔ غالب روز ترجمه یا نوشته بشود؛ زیرا در اندک زمانی با دگرگونی ویژگی‌های کوتاه مدت زبان ناخوانا و غیرقابل استفاده می‌شود. او هماهنگ‌کردن زبان با شرایط صحنه را از وظایف کارگردان می‌داند و استبعادی نمی‌بیند که نمایشنامه‌ای که خود به پارسی معیار برگردانده در هر شهر به لهجهٔ آنجا اجرا بشود.

#### نمایش در ایران
به رغم تخصص در تئاتر آوانگارد فرانسه، کامیابی متون نمایشی پارسی را خوانده و برخی از آن‌ها را بسیار دوست می‌دارد. خود دستی در نمایشنامه‌نویسی آزموده و آثار بهرام بیضایی را می‌ستاید. از جمله هشتمین سفر سندباد را پس از بازگشت به ایران به فرانسوی ترجمه و در ۱۹۹۰ در فرانسه چاپ کرد. سپس تر یک برگردان آلمانی از این نمایشنامه بر اساس برگردان فرانسهٔ کامیابی مسک طبع شد. از این جهات اختلاف نظر او با حمید سمندریان قابل ملاحظه است. کامیابی می‌نویسد: «من مخالف هیچگونه پژوهشی نیسنم حتی پژوهش در مورد نمایش‌های سنتی که شاید در قرن ۲۱ نه برای مخاطب کشش زیادی داشته باشد و نه خیلی آموزنده باشد. نمایش‌هایی که ما هنوز فکر می‌کنیم در مورد اجرای آن‌ها فقیر هستیم. . . . اولویت تحقیق باید در مورد تئاتر غربی و شرقی به یک اندازه باشد؛ مثلاً باید در مورد تئاتر ژاپن تحقیق کنیم. آقای بیضایی، هوشمندانه، در مورد ژاپن و چین چیزهایی نوشته و در مورد تئاتر ایران تحقیقاتی کرده‌است. باید این تحقیقات ادامه پیدا کند هم در مورد تئاتر یونان باستان و هم نمایش‌های معاصر کشورهای مختلف.»

### اعتراض به سانسور
وزارت فرهنگ و ارشاد اسلامی، صدور مجوز چاپ کتاب ترجمه و تفسیر نمایشنامه جنگ هزارساله از فرناندو آرابال را مشروط به حذف ۵۹ سطر از این کتاب کرده‌است.
احمد کامیابی، که ترجمه آثار فرناندو آرابال، نمایشنامه نویس، شاعر و رمان‌نویس برجسته اسپانیایی را با اجازه نویسنده بر عهده دارد، گفت: «این اثر متعلق به آرابال است. من اگر بخواهم تغییری در ترجمه کتاب اعمال کنم باید از آرابال اجازه بگیرم، اما باید بگویم که آبروی کشورم را پیش او نمی‌برم و نزد او طرح مسئله نمی‌کنم.»
مطالب مرتبط
به گفته کامیابی، ترجمه و تفسیر نمایشنامه جنگ هزارساله از طریق نشر قطره برای دریافت مجوز چاپ به وزارت فرهنگ و ارشاد فرستاده شده‌است.
به گزارش خبرگزاری مهر، او گفت: «از متن ترجمه نمی‌توان سطری را حذف کرد. چون ترجمه برای شناساندن نویسنده، متن و فرهنگش به مردمی دیگر انجام می‌شود. ترجمه این کتاب هم برای آشنایی با اثر دیگری از آرابال است اما نمی‌شود ۵۹ سطر آن را حذف کرد چون برداشت هموطنان ما از متن آرابال اشتباه و متفاوت از اصل موضوع و برداشت دیگر مردم جهان از آن خواهد شد. در نتیجه نمی‌توانیم موضع صحیحی در مقابل آن داشته باشیم و نقدش کنیم.»
هرچند این کتاب با اعمال تمامی سانسورها در سال ۱۳۹۶ با رضایت کامیابی چاپ گردید: دست کم از ۱۳۹۳ کامیابی خود مدافعِ سانسور شده بود.

## فیلم‌های مستند
دست کم سه فیلم مستند به زندگی و آثار و تأثیرات و تأثّرات احمد کامیابی پرداخته‌است. کامیابیِ، کرگدنها و ناکرگدنها و فیلمی که به سفارش صدا و سیمای ایران ساخته شده هر کدام وجه متفاوتی از زندگی وی را می‌پژوهد.

## انتشارات کامیابی
انتشارات کامیابی با مسئولیت احمد کامیابی بیش از بیست کتاب از حدود ۱۹۸۰ به بعد در پاریس چاپ و نشر کرده‌است. آثار نویسندگانی چون رولاند هوسن، بهرام بیضایی، احمد کامیابی، احمد شاملو و … از این سلسله می‌باشند.

## تدریس در دانشگاه پارس تهران
وی از سال ۱۳۹۶ وارد اساتید گروه سینما و هنرهای دیجیتالی دانشگاه پارس شد.